# Stöldgods
Stöldgods är saker som stulits. I många länder är det förbjudet att köpa saker som man vet eller lätt kan ana är stulna, ett brott som kallas häleri.